# Juan Giralt
Juan Giralt Ortiz (Madrid, 27 de agosto de 1940-11 de febrero de 2007) fue un pintor español.
Se inició de forma autodidacta en el informalismo imperante de los años cincuenta. Una breve estancia en Holanda a finales de esa década le permitió entrar en contacto con el grupo CoBrA, y empezar a definir un lenguaje pictórico más personal y permeable a una nueva interpretación de la figuración, que caracterizó su obra en las décadas de los setenta y ochenta, y le convirtió en uno de los principales referentes de la Nueva figuración madrileña. En los siguientes años, y hasta su muerte en 2007, fue incorporando paulatinamente la abstracción, sin nunca abandonar del todo el elemento figurativo, presente en el constante uso del collage y de la palabra pintada.

## Biografía
Tras formarse y exponer por primera vez en Madrid en el año 1959, vive sucesivamente en Londres, donde asiste a clases de pintura en la Central School of Art and Design, en París, donde traba amistad con el artista argentino Alberto Greco, y en Ámsterdam, donde conecta con el grupo CoBrA y expone en la prestigiosa galería Mokum. En 1964 se traslada a vivir a Brasil, país en el que reside los dos siguientes años y es invitado a exponer en la Bienal de Sao Paulo de 1965. Un año después, participa en la Bienal de Venecia. Tras egresar a España en 1966, su estilo pictórico, hasta entonces vinculado al informalismo en boga a través de influencias reconocibles como la de Dubuffet o la del citado grupo CoBrA, recibe el influjo del Pop y se radicaliza en la exploración de nuevos lenguajes figurativos a través de series de perfiles humanos estereotipados. En los primeros años 70 rompe definitivamente con el informalismo y participa en la creación de la Galería Vandrés, asesorando a su directores, Fernando Vijande y Gloria Kirby en la captación de artistas. Durante esa década, y a lo largo de las tres exposiciones que realiza en Vandrés, se convierte en la figura más influyente, junto a Luis Gordillo, de la Nueva Figuración Madrileña. Su ruptura posterior con dicho movimiento lo aleja en los primeros 80 de la primera línea de la escena artística, precipitándolo a una crisis que lo lleva a explorar nuevos lenguajes pictóricos. Después de vivir un tiempo en Nueva York, donde coincide y hace amistad con el artista Juan Muñoz, incorpora a su pintura mediante la técnica del collage ocasionales elementos figurativos, tomados de la publicidad y la prensa, que en la segunda mitad de la década abandona para decantarse por la abstracción. En los años 90, período que coincide con su etapa de madurez, su estilo profundiza en una síntesis peculiar de ambos lenguajes, el de la abstracción y la figuración -liberada esta de la representación-, que en el fondo niega su diferencia. Durante esos años realiza numerosas exposiciones, dentro y fuera de España, actividad que no abandonará hasta su muerte. El Museo Reina Sofía conserva obra suya.
Padre del escritor madrileño Marcos Giralt Torrente.